# Боемунд V од Антиохије
Боемунд V од Антиохије (1199—1252) је био кнез Антиохије и гроф Триполија (1233—1252).

## Биографија
Боемунд V је син Боемунда IV од Антиохије. Као и његов отац, био је непријатељски настројен према Киликијској Јерменији и витезовима Хоспиталцима, па је савезе радије склапао са Темпларима. Мир са Јерменијом је успостављен тек непосредно пре његове смрти, уз посредовање Луја IX Француског.
Године 1225. Боемунд се оженио Алисом, краљицом Кипра. Брак је разведен 1229. године. Други брак је склопио са Луцијаном, рођаком папе Инођентија III. Боемунд је умро у јануару 1252. године. Његов наследник, Боемунд VI је имао само петнаест година, па је уместо њега владала његова мајка као регент. Њена владавина је била непопуларна, па је Боемунд VI од Луја IX и папе Иноћентија IV проглашен пунолетним.

## Породично стабло
|  |                            |  |  |  |  |  |  |  |  |  |  |  |  |  |  |  |
|  | 2. Боемунд IV од Антиохије |  |  |  |  |  |  |  |  |  |  |  |  |  |  |  |
|  |                            |  |  |  |  |  |  |  |  |  |  |  |  |  |  |  |
|  |                            |  |  |  |  |  |  |  |  |  |  |  |  |  |  |  |
|  | 1. Боемунд V од Антиохије  |  |  |  |  |  |  |  |  |  |  |  |  |  |  |  |
|  |                            |  |  |  |  |  |  |  |  |  |  |  |  |  |  |  |
|  |                            |  |  |  |  |  |  |  |  |  |  |  |  |  |  |  |
|  | 3. Plaisance of Gibelet    |  |  |  |  |  |  |  |  |  |  |  |  |  |  |  |
|  |                            |  |  |  |  |  |  |  |  |  |  |  |  |  |  |  |
|  |                            |  |  |  |  |  |  |  |  |  |  |  |  |  |  |  |